# Rhophitulus friesei
Rhophitulus friesei là một loài Hymenoptera trong họ Andrenidae. Loài này được Ducke mô tả khoa học năm 1907.